# Bob Paisley
Robert Paisley, detto Bob (Hetton-le-Hole, 23 gennaio 1919 – Liverpool, 14 febbraio 1996) è stato un calciatore, allenatore di calcio e dirigente sportivo inglese, di ruolo difensore.
Sulla panchina del Liverpool dal 1974 al 1983, è stato il primo allenatore in grado di vincere tre volte la Coppa dei Campioni/Champions League; i suoi trionfi lo rendono tuttora il secondo allenatore più vincente nella storia della competizione, a pari merito con Zinédine Zidane e Pep Guardiola e alle spalle del solo Carlo Ancelotti (detentore del record assoluto di 5 trionfi nella massima competizione per club europea).
Paisley proveniva da una piccola comunità mineraria della contea di Durham e, in gioventù, ha giocato per il Bishop Auckland prima di approdare al Liverpool nel 1939. Durante la seconda guerra mondiale ha prestato servizio nell'esercito britannico e non ha potuto fare il suo debutto al Liverpool fino al 1946. Nella stagione 1946-1947 è stato membro della squadra del Liverpool che ha vinto il titolo nella First Division per la prima volta in 24 anni. Fu nominato capitano del club nel 1951 e rimase con il Liverpool fino a quando non si ritirò dal campo nel 1954.
È rimasto con il club e ha assunto i due ruoli di allenatore della squadra di riserva e fisioterapista del club. A questo punto il Liverpool era stato retrocesso nella Second Division e le sue strutture erano in declino. Shankly fu nominato allenatore del Liverpool nel dicembre 1959 e promosse Paisley a collaborare al suo fianco come suo assistente in un team di dirigenti / allenatori che includevano Joe Fagan e Reuben Bennett. Sotto la loro guida, le fortune del Liverpool cambiarono radicalmente e, nella stagione 1961-1962, la squadra ottenne la promozione nella First Division. Paisley ha ricoperto un importante ruolo tattico sotto la guida di Shankly e la squadra ha ottenuto numerosi riconoscimenti durante le successive dodici stagioni.
Nonostante la durata relativamente breve della sua carriera da allenatore, i suoi successi hanno avuto un profondo impatto sulla storia del calcio inglese. Gli valgono la nomina di Ufficiale dell'Ordine dell'Impero Britannico (OBE) nel 1977 e di essere integrato nella Hall of Fame del calcio inglese sin dalla sua creazione nel 2002.

## Biografia
Robert Paisley è nato il 23 gennaio 1919 a Hetton-le-Hole, un piccolo centro minerario a poche miglia da Sunderland. Suo padre Samuel è un minatore e sua madre Emily una casalinga. I genitori di Bob hanno altri tre figli: Willie, Hugh e Alan.
La vita non era facile per le famiglie della classe operaia, e come racconterà in seguito:
Ha frequentato la scuola locale e, come i suoi amici, ha fatto affidamento sulle mense per i poveri per integrare una dieta magra. Durante lo sciopero generale del 1926, quando aveva sette anni, andò su cumuli di scorie per raccogliere la polvere di carbone che i suoi genitori mescolavano all'acqua per creare combustibile.
Paisley gioca a calcio con i suoi compagni per strada e con la squadra della sua scuola a Eppleton. Si è distinto lì per il suo talento insolito; si dice che vinse con la sua scuola diciassette trofei in quattro anni. A 14 anni ha dovuto lasciare la scuola per guadagnarsi da vivere e aiutare la sua famiglia. Raggiunse il padre e il fratello maggiore in miniera, dove sviluppò ulteriormente un fisico già robusto. Lì assistette a un incidente sotterraneo di cui è vittima il padre e che lo rese inabile al lavoro per cinque anni. La miniera venne chiusa poco dopo. Segnato dall'evento, Bob cambiò lavoro e si formò come muratore.

## Carriera
Nato nella contea inglese di Durham, giocò nelle squadre giovanili del Bishop Auckland e fu prelevato dal Liverpool nel maggio 1939, sebbene dovette rimandare il debutto in First Division a causa della guerra. Nel suo primo campionato post-bellico (1946-1947) contribuì a far vincere al club il campionato inglese. Divenne capitano della squadra nel 1951 e si ritirò nel 1954, a 35 anni.
Subito dopo il ritiro venne scelto per allenare la squadra riserve del Liverpool e, con l'arrivo di Bill Shankly nel 1959 sulla panchina della prima squadra del club ne divenne il braccio destro, vincendo insieme a lui, tra l'altro, tre titoli di campione nazionale, due Coppe d'Inghilterra e una Coppa UEFA.
Bob Paisley divenne allenatore del Liverpool nel 1974, raccogliendo l'eredità di Bill Shankly che si era ritirato nel luglio di quello stesso anno. Delle nove stagioni trascorse alla guida della squadra, in otto Paisley portò a casa almeno un trofeo: tra i suoi trofei di maggior prestigio vi sono sei campionati nazionali e tre Coppe dei Campioni (1976-77, 1977-78 e 1980-81).
Fra gli altri trofei vinti con i Reds si contano tre Coppe di Lega, sei Charity Shield, una Coppa UEFA ed una Supercoppa UEFA. I numerosi successi ne fanno l'allenatore più vincente della storia del club.
Nel 1983, dopo aver vinto il suo sesto titolo di campione d'Inghilterra, si dimise da allenatore e lasciò il posto al suo vice Joe Fagan, al suo fianco fin dal 1974. Fece parte del consiglio d'amministrazione del club fino a quando gli fu diagnosticata la malattia di Alzheimer. Morì a 77 anni nel 1996. Insieme al suo predecessore Bill Shankly Bob Paisley ha un posto d'onore nella Hall Of Fame del Museo Nazionale del Calcio di Preston, nel cui discorso inaugurale fu citato con menzione d'onore per il suo contributo al gioco del calcio come allenatore. A Paisley è intitolato un ingresso di Anfield, lo stadio di Liverpool: quello opposto è intitolato invece a Shankly.

## Anni successivi e morte

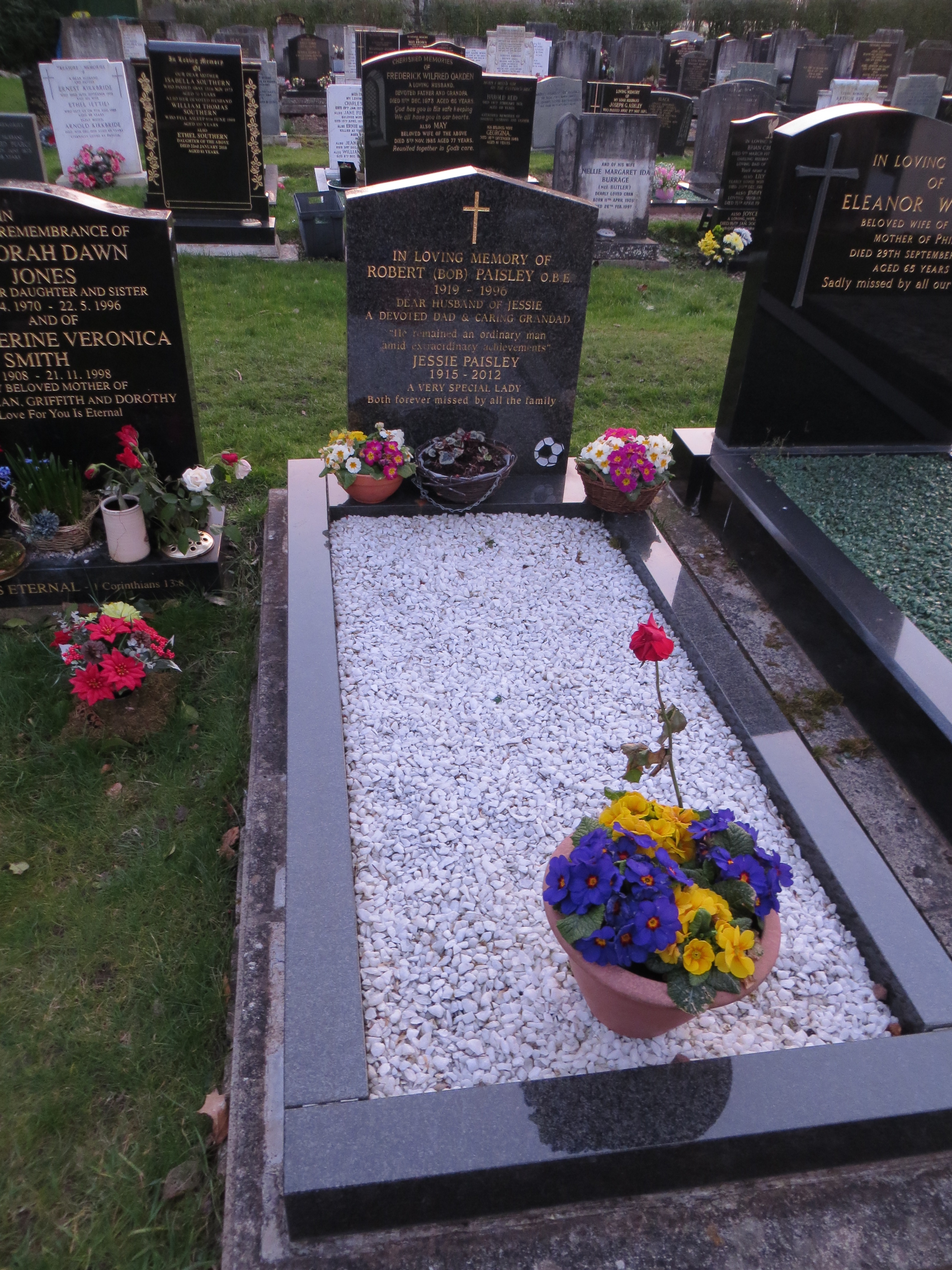
La tomba di Paisley nella chiesa di San Pietro, Woolton, Liverpool

Paisley ha continuato la sua attività nel Liverpool fino a quando non si è ritirato all'inizio del 1992 a causa di problemi di salute, essendogli stato diagnosticato la malattia di Alzheimer, diventato evidente ai settanta anni di età quando non era in grado di ricordare la strada di casa durante la guida, di ritorno da Anfield. Morì il 14 febbraio 1996 all'età di 77 anni, diverse settimane dopo essersi trasferito in una casa di cura nel Merseyside.
Paisley fu sepolto nel cimitero della chiesa di San Pietro a Woolton, Liverpool. Un monumento a Paisley è stato eretto nel parco principale della sua città natale di Hetton-le-hole.

## Vita privata
Bob Paisley è stato sposato con sua moglie Jessie, un'insegnante di scuola a Liverpool, dal 1946 fino alla sua morte 50 anni dopo. Avevano due figli, Robert junior e Graham, e una figlia, Christine.

## Statistiche

### Statistiche da allenatore

#### Club
In grassetto le competizioni vinte.
| Stagione        | Squadra         | Campionato      | Campionato | Campionato | Campionato | Campionato | Coppe nazionali | Coppe nazionali | Coppe nazionali | Coppe nazionali | Coppe nazionali | Coppe continentali | Coppe continentali | Coppe continentali | Coppe continentali | Coppe continentali | Altre coppe | Altre coppe | Altre coppe | Altre coppe | Altre coppe | Totale | Totale | Totale | Totale | % Vittorie | Piazzamento |
| Stagione        | Squadra         | Comp            | G          | V          | N          | P          | Comp            | G               | V               | N               | P               | Comp               | G                  | V                  | N                  | P                  | Comp        | G           | V           | N           | P           | G      | V      | N      | P      | %          | Piazzamento |
| --------------- | --------------- | --------------- | ---------- | ---------- | ---------- | ---------- | --------------- | --------------- | --------------- | --------------- | --------------- | ------------------ | ------------------ | ------------------ | ------------------ | ------------------ | ----------- | ----------- | ----------- | ----------- | ----------- | ------ | ------ | ------ | ------ | ---------- | ----------- |
| 1974-1975       | Liverpool       | FD              | 42         | 20         | 11         | 11         | FACup+CdL       | 2+4             | 1+1             | 0+2             | 1+1             | CdC                | 4                  | 2                  | 2                  | 0                  | CS          | 1           | 0           | 1           | 0           | 53     | 24     | 16     | 13     | 45,28      | 2º          |
| 1975-1976       | Liverpool       | FD              | 42         | 23         | 14         | 5          | FACup+CdL       | 2+3             | 1+1             | 0+1             | 1+1             | CU                 | 12                 | 8                  | 3                  | 1                  | -           | -           | -           | -           | -           | 59     | 33     | 18     | 9      | 55,93      | 1º          |
| 1976-1977       | Liverpool       | FD              | 42         | 23         | 11         | 8          | FACup+CdL       | 8+2             | 5+0             | 2+1             | 1+1             | CC                 | 9                  | 7                  | 0                  | 2                  | CS          | 1           | 1           | 0           | 0           | 62     | 36     | 14     | 12     | 58,06      | 1º          |
| 1977-1978       | Liverpool       | FD              | 42         | 24         | 9          | 9          | FACup+CdL       | 1+9             | 0+5             | 0+3             | 1+1             | CC                 | 7                  | 5                  | 0                  | 2                  | CS+SU       | 1+2         | 0+1         | 1+1         | 0+0         | 62     | 35     | 14     | 13     | 56,45      | 2º          |
| 1978-1979       | Liverpool       | FD              | 42         | 30         | 8          | 4          | FACup+CdL       | 7+1             | 4+0             | 2+0             | 1+1             | CC                 | 2                  | 0                  | 1                  | 1                  | SU          | 1+2         | 1+1         | 0+0         | 0+1         | 55     | 36     | 11     | 8      | 65,45      | 1º          |
| 1979-1980       | Liverpool       | FD              | 42         | 25         | 10         | 7          | FACup+CdL       | 8+7             | 4+4             | 3+2             | 1+1             | CC                 | 2                  | 1                  | 0                  | 1                  | CS          | 1           | 1           | 0           | 0           | 60     | 35     | 15     | 10     | 58,33      | 1º          |
| 1980-1981       | Liverpool       | FD              | 42         | 17         | 17         | 8          | FACup+CdL       | 2+9             | 1+6             | 0+2             | 1+1             | CC                 | 9                  | 6                  | 3                  | 0                  | CS          | 1           | 1           | 0           | 0           | 63     | 31     | 22     | 10     | 49,21      | 5º          |
| 1981-1982       | Liverpool       | FD              | 42         | 26         | 9          | 7          | FACup+CdL       | 3+10            | 2+5             | 1+5             | 1+0             | CC                 | 6                  | 4                  | 1                  | 1                  | -           | -           | -           | -           | -           | 61     | 37     | 16     | 9      | 60,66      | 1º          |
| 1982-1983       | Liverpool       | FD              | 42         | 24         | 10         | 8          | FACup+CdL       | 3+9             | 2+7             | 0+1             | 1+1             | CC                 | 6                  | 4                  | 0                  | 2                  | CS          | 1           | 1           | 0           | 0           | 59     | 28     | 17     | 14     | 47,46      | 1º          |
| Totale carriera | Totale carriera | Totale carriera | 378        | 212        | 99         | 67         |                 | 90              | 49              | 25              | 16              |                    | 57                 | 37                 | 10                 | 10                 |             | 11          | 7           | 3           | 1           | 536    | 305    | 137    | 94     | 56,90      |             |

## Palmarès

### Giocatore
- Campionato inglese: 1

Liverpool: 1946-1947

### Allenatore

#### Competizioni nazionali
- Campionato inglese: 6

Liverpool: 1975-76, 1976-77, 1978-79, 1979-80, 1981-82, 1982-83
- Coppa di Lega inglese: 3

Liverpool: 1980-81, 1981-82, 1982-83
- Charity Shield: 6

Liverpool: 1974, 1976, 1977, 1979, 1980, 1982

#### Competizioni internazionali
- Coppa dei Campioni: 3

Liverpool: 1976-77, 1977-78, 1980-81
- Coppa UEFA: 1

Liverpool: 1975-76
- Supercoppa UEFA: 1

Liverpool: 1977